# Eurythenes obesus
Eurythenes obesus är en kräftdjursart som först beskrevs av Édouard Chevreux 1905.  Eurythenes obesus ingår i släktet Eurythenes och familjen Lysianassidae. Inga underarter finns listade i Catalogue of Life.